# 오스카 무어
오스카 프레더릭 무어(영어: Oscar Frederic Moore, 1916년 12월 25일~1981년 10월 8일)는 미국의 재즈 기타리스트로, 냇 킹 콜 트리오의 멤버로 활동했다.

## 경력
대장장이의 아들인 무어는 1916년 미국 텍사스주 오스틴에서 태어났다. 무어 가족은 애리조나주의 피닉스로 이주하였으며, 그곳에서 그는 트롬본과 기타를 모두 연주하는 형 조니(Johnny)와 함께 공연을 시작했다. 로스앤젤레스로 이사한 후, 그는 리언 르네가 지휘하고 편곡을 맡은 존스 보이즈 싱 밴드(Jones Boys Sing Band)의 일원으로 데카 레코드에서의 첫 녹음 세션에 참여했다. 이 그룹은 라디오와 버스터 키턴 감독의 MGM 단편 영화 두 편에서 현지의 주목을 받았다. 얼마 지나지 않아 무어는 할리우드의 노스 라 브레아(North La Brea)에 있는 스와니 술집에서 피아니스트 냇 킹 콜과 함께 연주했다. 그는 10년 동안 콜과 함께 피아노-기타-베이스 트리오 형태로 활동했으며 이는 아트 테이텀, 오스카 피터슨, 아마드 자말에게 영향을 미쳤다.
무어는 1943년부터 1948년까지 《다운비트》, 《메트로놈》, 《에스콰이어》 잡지의 여론조사에서 1위를 차지했다. 아트 테이텀은 1944년 한 잡지와의 인터뷰에서 무어에 대한 존경심을 표현하기도 했다.
그는 1947년 10월 킹 콜 트리오에서 나온 후 형 조니 무어의 쓰리 블레이저(Johnny Moore's Three Blazers)에 합류하여 1950년대 초까지 그 그룹의 일원으로 활동했다. 그러다 1952년 무어는 자신의 트리오를 결성하고 로스앤젤레스에서 활동했다. 그는 1950년대 내내 리더와 반주자(사이드맨)로 세션을 녹음했지만 1950년대 말에 업계를 떠났다. 그는 1965년에 녹음 스튜디오로 돌아와 콜에 대한 헌정곡을 녹음했고, 1970년대에는 잠시 가수 헬렌 흄즈의 반주를 맡기도 했다. 무어는 1981년 네바다주 클라크에서 심장마비로 사망했다.

## 음반 목록

### 리더로서
- Oscar Moore Trio (Skylark, 1954)는 Galivantin' Guitar로도 발매됨
- Oscar Moore Quartet (탬파, 1955)은 The Fabulous Oscar Moore Guitar로도 발매됨
- 바니 케셀, 탈 팔로우와 함께하는 스윙 기타 (Norgran, 1955)
- 리로이 빈네거와 함께 오스카 무어를 소개합니다 (Omegatape, 1956)
- 이네즈 존스를 만나보셨나요? (오스카 무어 출연) (리버사이드, 1957)
- In Guitar (찰리 파커, 1962) The Fabulous Oscar Moore Guitar 재발매
- 우리는 당신을 기억할 것입니다, Nat (서리, 1966)

### 반주자(사이드맨)로서
- 일리노이 자케, 콜레이트 (클레프/머큐리, 1952) [10" LP]
- 찰스 브라운, 드리프팅 블루스 (음악/알라딘, 1957)
- 냇 킹 콜 트리오의 Capitol Recordings 전체 (Mosaic, 1991)
- 냇 킹 콜, Hittin' the Ramp: The Early Years (Resonance, 2019)
- 레스터 영 & 버디 리치, The Lester Young Buddy Rich Trio (Verve, 1958) 냇 킹 콜과 함께